# Раджа Кодурі
Раджа М. Кодурі — комп'ютерний інженер, що розробляє апаратне забезпечення для комп'ютерної графіки. Він займав керівні посади в Intel та AMD.

## Кар'єра
1996 році Кодурі приєднався до S3 Graphics. 2001 році став директором з розвитку передових технологій ATI Technologies. Після придбання ATI компанією AMD в 2006 він став технічним директором з графіки в AMD до 2009.
2009 року перейшов до Apple Inc., де працював з апаратним забезпеченням для графіки, що дозволило Apple перейти на Retina дисплеї з високою роздільною здатністю. 2013 Кодурі повернувся в AMD як віце-президент із візуальних обчислень, які включають як апаратне, так і програмне забезпечення для GPU, на відміну від його роботи тільки над апаратним забезпеченням в AMD до 2009.
2015 AMD реорганізовує графічний підрозділ, і підвищує Кодурі до старшого віце-президента та головного архітектора нового формування Radeon Technologies Group.
Кодурі взяв трьохмісячну перерву у своїй роботі в AMD у вересні 2017, з метою провести цей час з сім'єю. Він пішов у відставку 7 листопада. Два дні потому, Раджа приєднався до Intel, суперника AMD, як старший віце-президент в новому відділі Core and Visual Computing Group.
В червні 2018 Кодурі анонсував плани Intel конкурувати з AMD та Nvidia на ринку відеокарт. Вихід першого GPU планується у 2020.
Кодурі є інвестором та радником Makuta VFX — індійська компанія візуальних ефектів, яку порівнюють з Pixar.